# Kraglin
Kraglin is een fictief buitenaards wezen dat voorkomt in de strips van Marvel Comics. Hij verscheen voor het eerst in Tales to Astonish #46 (augustus 1963) en werd bedacht door Stan Lee (achtergrondverhaal), Ernie Hart (uiterlijk) en Don Heck die Stan Lee en Ernie Hart hielp.
De Nederlandse stem van Kraglin is Frans Limburg. 

## Biografie
Kraglin Obfonteri is de eerste stuurman van Yondu's Ravagers clan. Hierdoor is hij ontzettend trouw aan Yondu Udonta en zijn clan. Nadat hij per ongeluk een Ravager-muiterij tegen Yondu veroorzaakte maakte hij het goed door Yondu uit de Ravager de bevrijden. Sindsdien helpt hij Yondu en Guardians of the Galaxy wanneer het nodig is.  

## In andere media

### Marvel Cinematic Universe
In 2014 verscheen dit personage voor het eerst in het Marvel Cinematic Universe en werd hij vertolkt door Sean Gunn (Sean Gunn is overigens de broer van de regisseur van de Guardians of the Galaxy films, James Gunn). Kraglin Obfonteri heeft in het MCU het uiterlijk van een mens en heeft niet zoals in de comics een blauwe huid. Deze versie van Kraglin is de eerste stuurman van Yondu Udonta in zijn team de Ravagers. Later bleef hij trouw aan zijn kapitein tijdens de jacht op Star-Lord en sloot zich aan bij Udonta en de Guardians of the Galaxy en vocht tegen Ronan the Accuser bij de Slag bij Xandar. Toen Udonta echter Star-Lord bleef beschermen, begon Obfonteri per ongeluk een muiterij onder leiding van Taserface. Met spijt over zijn acties en vooral omdat al zijn vrienden waren gedood, hielp Obfonteri zowel Udonta als Rocket Raccoon te ontsnappen voordat hij assisteerde in de strijd tegen Ego the Living Planet en de Guardians of the Galaxy hielp in de nasleep van de dood van Udonta tijdens deze strijd. Nadat zijn vriend Yondu de strijd tegen Ego niet overleefde, kreeg hij de pijl die Yondu gebruikte om snel mensen te vermoorden. Wat hierna met Kraglin gebeurde is onbekend. Vijf jaar later duikt Kraglin op tijdens de grote eindstrijd met alle superhelden tegen Thanos. Hierna sluit Kraglin zich aan bij de Guardians of the Galaxy. Kraglin is onder andere te zien in volgende films en serie:
- Guardians of the Galaxy (2014)
- Guardians of the Galaxy Vol. 2 (2017)
- Avengers: Endgame (2019)
- What If...? (2021) (stem) (Disney+)
- Thor: Love and Thunder (2022)
- The Guardians of the Galaxy Holiday Special (2022) (Disney+)
- Guardians of the Galaxy Vol. 3 (2023)

### Televisieseries
Kraglin speelt ook een rol in de animatieserie Guardians of the Galaxy.